# Nephodonta tsushimensis
Nephodonta tsushimensis är en fjärilsart som beskrevs av Shigero Sugi 1980. Nephodonta tsushimensis ingår i släktet Nephodonta och familjen tandspinnare. Inga underarter finns listade i Catalogue of Life.